# براشی ران (ویرجینیای غربی)
براشی ران (به انگلیسی: Brushy Run) یک منطقهٔ مسکونی در ایالات متحده آمریکا است که در شهرستان پندلتن، ویرجینیای غربی واقع شده‌است.